# Ballad of the Green Berets
Ballad of the Green Berets is een patriotistische ballade geschreven en gezongen door de Amerikaanse militair en zanger Barry Sadler. Het werd als single uitgegeven in 1966 door RCA Victor. Het lied wordt, met enkele aanpassingen, door het Korps Commandotroepen gezongen wanneer nieuwe leden hun training  hebben doorstaan en hun groene baret ontvangen.

## Covers
- Freddy Quinn - Hundert Mann und ein Befehl (1966, Duits)
- Heidi Brühl - Hundert Mann und ein Befehl (1966, Duits)
- Quartetto Cetra - La Ballata del Soldato (1966, Italiaans)
- Bernard Tapy - Passeport Pour Le Soleil (1966, Frans)
- Kivikasvot - Balladi Punaisista Bareteista (1966, Fins)
- Gert Timmerman - Honderd man... één bevel (1966, Nederlands)
- Anita Lindblom - Balladen om den blå baskern (1989, Zweeds)
- Boinas Verdes - Hino dos Boinas Verdes (2003, Portugees)
- Dolly Parton - Ballad of the Green Beret (2003, Engels)
- Joelia Donchenko - 100 Biytsiv (2015, Oekraïens)
- Liepa Norkevičienė - Kartu iki Pergalès (2018, Litouws)